# Cats
Cats je mjuzikl čiju je glazbu skladao Andrew Lloyd Webber, prema književnom predlošku T. S. Eliota, Old Possum's Book of Practical Cats. 
Mjuzikl predstavlja priču o plemenu mačaka zvanih Jellicles i noći u kojoj izvode „Jellicle izbor” kada odlučuju o mački koja će se uzdići do Heavisidovog sloja i vratiti u novi život. 
Cats je premijerno izveden na londonskom West Endu, 1981. godine te na njujorškom Broadwayju, 1982. godine, s istim stvaralačkim timom.

## Vanjske poveznice
- Cats — službena stranica
- Cats na Internet Broadway Database